# Huracán Bob
El Huracán Bob fue uno de los huracanes más costosos en la historia de Nueva Inglaterra. El segundo tormenta y el primer huracán de la temporada de huracanes del Atlántico de 1991, Bob se desarrolló a partir de un  zona de baja presión cerca de Las Bahamas el 16 de agosto. La depresión se intensificó de manera constante, y se convirtió en Tormenta Tropical Bob a fines del 16 de agosto. Bob se curvó de noroeste a noroeste como una tormenta tropical, pero volvió a curvarse hacia el norte-noreste después de convertirse en huracán el 17 de agosto. La tormenta sacudió los Outer Banks de Carolina del Norte el 18 de agosto y el 19 de agosto, y posteriormente se intensificó en un huracán importante (categoría 3 o superior en la Escala de huracanes de Saffir-Simpson). Después de alcanzar la intensidad máxima con vientos máximos sostenidos de 115 mph. Bob se debilitó ligeramente cuando se acercó a la costa de Nueva Inglaterra.
Bob llegó a tierra dos veces en Rhode Island como huracán de categoría 2 el 19 de agosto, primero en Block Island y luego en  Newport. Al hacerlo, se convirtió en el único huracán en llegar a recalada en los Estados Unidos contiguos durante la temporada de 1991. Moviéndose más hacia el interior, Bob se debilitó rápidamente, y se convirtió en tormenta tropical mientras emergía en el Golfo de Maine. Poco después, Bob llegó a tierra en Maine como una fuerte tormenta tropical a principios del 20 de agosto. Bob entró a la provincia canadiense de Nuevo Brunswick unas horas después, donde se convirtió en un ciclón extratropical . Para el 21 de agosto, los remanentes de Bob cruzaron  Terranova y reaparecieron en el océano Atlántico abierto. Los remanentes viajaron una larga distancia a través del norte Océano Atlántico, y finalmente se disiparon al oeste de Portugal el 29 de agosto.
Bob dejó un gran daño en Nueva Inglaterra a su paso, con un total de aproximadamente $ 1.5 mil millones (1991 USD). Esto lo convirtió en uno de los huracanes más costosos de los Estados Unidos en ese momento; a partir de 2013, ocupó el trigésimo segundo lugar en la categoría. Pero algunas fuentes dicen que Bob podría haber causado hasta $ 3 mil millones (USD 1991) en el daño. Además, se informaron 18 muertes en asociación con Bob.
La pérdida de vidas y la mayoría de los daños se produjeron como resultado de vientos fuertes y mares agitados. Hubo seis tornados confirmados durante su paso. Bob es el huracán más reciente que ha golpeado los estados de Nueva Inglaterra directamente como un huracán.

## Historia meteorológica

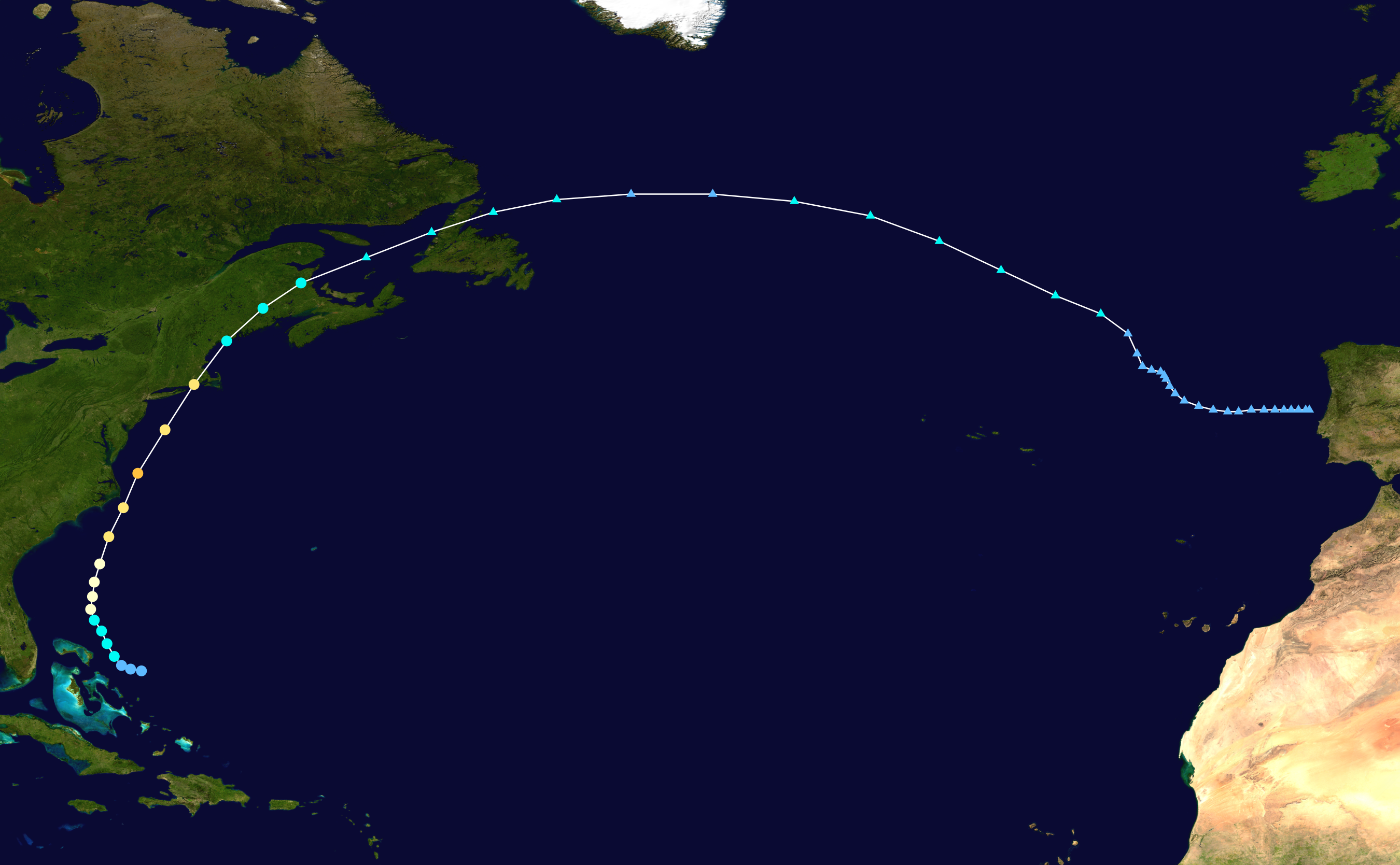
Mapa que traza la trayectoria y la intensidad de la tormenta, de acuerdo con la escala de huracanes de Saffir-Simpson

El huracán Bob se originó a partir de los remanentes de un  frontal  trough al sureste de Bermuda el 12 de agosto. El sistema siguió hacia el suroeste y luego hacia el oeste, hacia Bahamas. Para el 15 de agosto, el análisis satelital del sistema detectó una débil área de baja presión a unas doscientas millas al este de las Bahamas. Operacionalmente, el sistema no fue declarado depresión tropical hasta las 0600 UTC de agosto 16 después de que una misión de reconocimiento en la tormenta encontró una circulación cerrada y vientos a nivel de vuelo de 37 mph (60 km). Después del análisis posterior a la tormenta, se determinó que la baja se había convertido en una depresión alrededor de las 0000 UTC. Varias horas después de ser designado, el sistema comenzó a desarrollar  convección  características de bandas. Aproximadamente 18 horas después de ser declarado depresión, el Centro Nacional de Huracanes (NHC) lo convirtió en tormenta tropical, dándole el nombre de "Bob". En este momento, Bob estaba situado aproximadamente a 140 mi (225 km) al noreste de Nassau, Bahamas. La tormenta avanzó lentamente hacia el noroeste en respuesta al flujo medio de la capa profunda en el que estaba incrustada.
Se pronostica que una profundización meteorología sobre el este de los Estados Unidos girará la tormenta hacia el norte en agosto 16. Este giro tuvo lugar antes de lo previsto por los pronosticadores. La tormenta se intensificó lentamente a medida que la convección se desplazaba del  centro de circulación; sin embargo, el nivel superior  salida estaba bien definido y se esperaba una intensificación de la tormenta mientras se rastreaba en la Corriente del Golfo.
Más tarde ese día, Bob comenzó a consolidarse y un avión de reconocimiento registró vientos con fuerza de huracán a las 17:19 UTC, luego de esta lectura, el NHC elevó la tormenta a  Categoría 1 huracán en Escala de huracanes de Saffir-Simpson. Poco después, el huracán comenzó a girar hacia el norte-noreste en respuesta a un  subtropical  cresta sobre el Atlántico y el canal sobre el sureste de Estados Unidos.
Para agosto 18, el NHC notó que el huracán era asimétrico, con una distribución desigual de los radios del viento. Más tarde ese día, la convección profunda continuó formándose y luego apareció un ojo en las imágenes satelitales. A primera hora del día siguiente, el ojo se definió cada vez más a medida que el centro de Bob pasaba a aproximadamente 35 millas (55 millas náuticas) de la costa de Carolina del Norte. A las 0600 UTC, cazadores de huracanes registraron vientos a nivel de vuelo de 140 mph (225 & km/h), correspondientes a vientos de superficie de 115 mph (185 km/h). En este momento, la presión barométrica de la tormenta también disminuyó a 950 mbar (hPa; 28.05 inHg), la presión más baja registrada durante la tormenta. Después de alcanzar esta intensidad, el huracán avanzó rápidamente hacia el noreste a 25 mph (35 km/h), dirigido por el canal sobre el sureste de Estados Unidos, un punto de corte de nivel superior bajo en la región de los Grandes Lagos (América del Norte) | Región de los Grandes Lagos y la cordillera subtropical sobre el Atlántico. 
La trayectoria del huracán Bob en agosto 19 era similar a la del huracán Carol en 1954, otro huracán importante que afectó a Nueva Inglaterra. Significativamente más frío temperaturas de la superficie del mar en el camino del huracán resultó en un debilitamiento, lo que lleva a que el ojo se llene de nubes. Más tarde, en agosto 19, la parte occidental de la pared del ojo rozó el extremo oriental de Long Island. Alrededor de las 1800 UTC, el centro de Bob tocó tierra cerca de Newport con vientos de 100 millas por hora lo que lo convierte en un huracán de categoría 2. La tormenta se debilitó rápidamente a medida que avanzaba a través de Rhode Island y Massachusetts antes de ingresar al Golfo de Maine. Alrededor de las 0130 UTC de agosto 20, la ahora debilitada Tormenta Tropical Bob tocó tierra otra vez cerca de Rockport, Maine con vientos de 70 millas por hora.
Más tarde ese día, Bob cruzó a través de Maine y parte de Nuevo Brunswick, Canadá y entró en el Golfo de San Lorenzo. Alrededor de las 1800 UTC, el huracán anterior hizo la transición a un ciclón extratropical. Temprano al día siguiente, la tormenta pasó sobre el norte  Terranova antes de volver a entrar en el Océano Atlántico. Rastreando hacia el este, la tormenta se debilitó brevemente hasta el equivalente a una depresión tropical en agosto 22. Después de reafirmarse en vientos con fuerza de tormenta tropical, los restos de Bob giraron hacia el sureste y disminuyeron la velocidad. Una vez más, el sistema extratropical se debilitó al equivalente de una depresión tropical; sin embargo, no se volvió a intensificar. La tormenta avanzó lentamente hacia el este antes de disiparse frente a las costas de Portugal en agosto 29.

### Relojes y advertencias
Unas horas después de la declaración de Tormenta Tropical Bob en agosto 16, el Gobierno de las Bahamas emitió una alerta de tormenta tropical para las Bahamas del noroeste, entre las islas de  Andros y  Eleuthera. Después de que la tormenta girara hacia el norte, esta advertencia se descontinuó ya que ya no se esperaba que los vientos con fuerza de tormenta tropical afectaran las islas. Poco antes de que Bob pasara a ser un huracán el 17 de agosto, el NHC emitió un aviso y alerta de ciclón tropical para las zonas costeras de Carolina del Norte entre Little River Inlet hacia el norte hasta Virginia Beach, Virginia. Aproximadamente cuatro horas después de este reloj, se actualizó a aviso de huracán. Una nueva alerta de huracán se emitió a fines de agosto 17, abarcando áreas entre Virginia Beach hacia el norte hasta Cabo Henlopen, Delaware. Este reloj también se actualizó a una advertencia en agosto 18 mientras Bob iba en paralelo a la costa del Atlántico Medio. Durante las horas de la tarde, se declaró una advertencia de tormenta tropical para las áreas en el área  lower Chesapeake Bay, incluyendo Norfolk.
Una nueva y extensa advertencia de huracán se emitió a fines de agosto 18 cuando los pronósticos mostraron que Bob se movía directamente sobre el sur de Nueva Inglaterra. La advertencia cubrió áreas entre el cabo Henlopen, Delaware y Plymouth,  Massachusetts, incluyendo Long Island y Long Island Sound. A principios de agosto 19, todas las alertas y alertas al sur de Cape Lookout, Carolina del Norte se suspendieron y la advertencia de huracán se extendió hacia el norte para abarcar áreas al sur de Eastport, Maine. El Canadian Hurricane Center comenzó a emitir advertencias para Atlantic Canada más tarde ese día. Nueva Escocia, Isla del Príncipe Eduardo y Nueva Brunswick se colocaron bajo advertencias de viento y lluvia intensa.
En Massachusetts, hubo miles de residentes que evacuaron del Cabo Cod. Esto provocó un atasco de 11 millas (18 km) al ponte Sagamore. Se montaron nueve refugios en la región, que quedaron abarrotados de evacuados. Por todo el estado, 50000 personas abandonaron sus hogares, de las cuales 6500 fueron a refugios. A la isla de Martha’s Vineyard, reportaron las tiendas electrónicas sus mejores ventas por muchos años, ya que principalmente suministros de baterías D vaciaron los estantes. Muchos personas también compraron radios a pilas y linternas. Quedándose en su casa de verano en Kennebunkport, Maine, se evacuó el presidente George H. W. Bush a la base aérea Pease en Nuevo Hampshire. Para evitar posibles riesgos de viajar en helicóptero, se dirigió a la base en caravana. Durante ese tiempo, se cerraron partes de la carretera Interestatal 95 para permitirle acceso directo a la base de la Fuerza Aérea; sin embargo, esto creó muchos kilómetros de congestión a medida que miles de residentes se desplazaban hacia el interior. Se abrieron ocho refugios en Nuevo Hampshire, y 5200 personas –turistas sobre todo– evacuaron la costa. En el estado vecino de Maine, se abrieron 49 refugios, y evacuaron 8600 personas a lo largo de la costa en el Condado de York.
Para la mañana del 20 de agosto, se suspendieron todas las advertencias y avisos en los Estados Unidos; sin embargo, se declaró una breve advertencia de tormenta tropical para la costa de Maine entre  Rockland, Maine y Eastport antes de que los restos de Bob se movieran por el este de Canadá. Las advertencias para Canadá atlántico se descontinuaron luego de que el sistema se mudó de la región.

## Impacto
A lo largo de la costa este de los Estados Unidos, el huracán Bob produjo lluvias moderadas y daños sustanciales. Los daños totalizaron alrededor de $ 1.5 mil millones (1991 USD). Eso incluyó alrededor de $ 700 millones a través de los costos de limpieza, las pérdidas no aseguradas y las reclamaciones de alimentos. Eso lo convirtió, en ese momento, en uno de los huracanes más costosos de los Estados Unidos, aunque el total se debió a que la tormenta pasó por una región densamente poblada. Hubo seis tornados confirmados, junto con trece tornados no confirmados.

### Carolinas y Mid-Atlantic
El centro del huracán Bob pasó varios cientos de millas al este de Carolina del Sur con solo leves efectos en el estados. Sin embargo, la tormenta produjo grandes Oleaje (océano) que atraparon a un nadador en Myrtle Beach en  resaca fuerte; Este nadador se ahogó hasta morir.
Una tripulación de tres navegó desde Little River (Condado de Horry, Carolina del Sur) en ruta a Rhode Island. El huracán destruyó el mástil, dejando a la tripulación varada sobre el océano abierto en aguas infestadas de tiburones. Después de 12 días, Guardia Costera de los Estados Unidos rescató a los tres.
El 18 de agosto de 1991, el huracán Bob rozó los Outer Banks de Carolina del Norte, provocando fuertes vientos y fuertes lluvias. Aunque un máximo de 5.30 pulgadas de lluvia cayó en el Servicio Nacional de Meteorología del edificio de oficinas en Cabo Hatteras, poca lluvia pesada cayó al interior de los Outer Banks. Una persona murió en el estado en relación con Bob, y el daño causado por la tormenta se estimó en $ 8 millones (1991 USD). La comunidad de Duck, Carolina del Norte, recibió los vientos sostenidos en tierra más altos registrados en el estado, 62 mph, mientras que las ráfagas más altas alcanzaron 74 | mph en Cabo Hatteras . Diamond Shoal Light registró un viento sostenido de 85.0 kn con una ráfaga de 106.7 kn y una presión mínima de 962.1 mb en el Tarde del 18/19 de agosto de 1991.
Se reportaron inundaciones en todo Outer Banks en relación con las fuertes lluvias y la marejada ciclónica de la tormenta. La tormenta requirió el cierre de North Carolina Highway 12, la única carretera que conecta el área con el continente, aislando a los que decidieron quedarse atrás. Muchos residentes perdieron el poder ya que numerosas líneas eléctricas cayeron de fuertes vientos. Seis tornados breves, que oscilan entre F0 y F1 en la escala Fujita, afectaron al estado dentro de línea de turbonada s en la banda de lluvia externa del huracán Bob.
En Ocean City, Maryland un breve período de fuertes lluvias causó inundaciones en las calles. Las olas altas causaron una erosión de playa mínima y overwash a lo largo de la costa.
Las lluvias más fuertes fuera de Nueva Inglaterra cayeron en Bridgehampton, Nueva York, donde 7.18 in cayó durante el paso de la tormenta. Los fuertes vientos destruyeron los campos de manzana, maíz y melocotón a lo largo de Long Island.

### Nueva Inglaterra
Antes de que Bob tocara tierra en Nueva Inglaterra, pasó directamente por Block Island, Rhode Island. Las estaciones en la isla registraron ráfagas a 105 mph km cerca del extremo superior de su rango, lo que indica que los vientos probablemente fueron más fuertes. On En la parte continental, los vientos alcanzaron un máximo de 90 mph en  Narragansett. En el estado, la oleada de tormenta - el aumento de agua por encima de la marea normal - fue 6.6 ft en la ciudad capital de  Providence, mientras que la marea de tormenta máxima —el aumento de agua, incluida la marea alta normal— fue 16.5 en la desembocadura del río Sakonnet.
Mientras se movía sobre Rhode Island, los fuertes vientos de Bob se extendían hacia el oeste hasta Connecticut, alcanzando un pico a 75 mph cerca de  Groton; allí, se informó una ráfaga de 100 mph. Había alrededor de 315,000 personas sin poder en Connecticut. Un hombre en  Sterling murió luego de ser golpeado por una rama de árbol que caía. El daño total en el estado se estimó en alrededor de $ 49 y millones, incluyendo $ 4.5 y millones en daños a los cultivos. Hubo una muerte debido a un incendio que ocurrió durante el paso de la tormenta, y hubo otras cinco muertes en todo el estado.
El área más importante afectada por Bob fue Massachusetts, donde se produjeron daños por más de $ 1 mil millones. Una estación  C-MAN en Buzzards Bay registró vientos cada hora y observó vientos sostenidos máximos de 77 mph, junto con las ráfagas a 89 mph. El huracán dejó a más de 500,000 personas sin energía, incluida la totalidad de Cape Cod. El daño fue mayor desde Buzzards Bay hacia el este hasta Cape Cod, y al menos 61 casas fueron destruidas. El daño también fue extenso a las manzanas y los duraznos huerto en estas áreas, y el daño a la agricultura se estimó en alrededor de $ 10 y millones. El estado también sufrió $ 69 millones de dólares en daños a la propiedad pública.
Aunque se movió a través de Maine como tormenta tropical, Bob aún mantuvo fuertes vientos, produciendo ráfagas a 70 mph en  Portland. Una estación en  Wiscasset reportó una ráfaga de 92 mph antes de que fuera arrasada, y otra estación registró una ráfaga de 93 mph de St. Albans, que derribó varios árboles, dañó algunas casas y movió un cobertizo a tres cuadras de distancia; su estado como tornado no fue confirmado. Los daños en el área alrededor de Portland totalizaron más de $ 25.7 millones, y hubo tres muertes.

### Atlántico Canadá
Después de causar un daño severo en los Estados Unidos, los remanentes del huracán Bob se mudaron a Atlántico Canadá. En Nueva Escocia, dos niñas de 17 años fueron arrastradas al mar cerca de Cabo Forchú después de haber sido atrapadas en oleadas ásperas producidas por la tormenta. Los oficiales de rescate rápidamente comenzaron a buscar operaciones; sin embargo, más tarde se confirmó que los dos se habían ahogado. 

## Retiro
Debido a sus efectos en los Estados Unidos, el nombre  Bob  fue retirado posteriormente por el comité de huracanes de la Organización Meteorológica Mundial en la primavera de 1992, y nunca más se usará para un  huracán atlántico. Fue reemplazado por  Bill  para la  temporada 1997.